# مقاومة ذاكرية
"المقاومة الذاكرية، مقاوم الذاكرة" (بالإنجليزية: Memory Resistor أو Memristor)‏ هو العنصر الذي ادّعى الأستاذ ليُن تشو Leon Chua أنه العنصر الرابع في الدوائر الإلكترونية بعد المقاومة والمكثف والملف، وذلك في ورقة بحثية عام 1971.نشرت المجلة العلمية نيتشر في 17 مارس 2008 ورقة بحثية للأستاذ ستانلي وليامز من مختبرات شركة هويلت-باكارد العملاقة والتي أثارت الكثير من الجدل والتساؤولات.
الممرستور هو عنصر له طرفان يتغير مقاومته مع تغير الجهد، ولكن عندما ينقطع التيار تظل المقاومة كما هي، وهذا ما يعطي للعنصر صفة الذاكرة لأنها تحتفظ بآخر قيمة للمقاومة حتى بعد انقطاع التيار. وهذا يجعل الممرستور يناظر الوصلة العصبية بعقل الإنسان. وقد صممت شركة هويلت-باكارد نموذج لذاكرة غير متطايرة ROM بمساحة 100 جيجابت بسنتيمتر مربع واحد أسرع بكثير من سرعة القرص الصلب hard disk وبسرعة تساوي عشر سرعة الـDDRAM.[بحاجة لمصدر] وفي النموذج يتم قياس المقاومة باستخدام تيار متردد حتى لا تتغير المقاومة أثناء إلقاء الجهد عليها.
و يمكن أن يكون لهذا المكون دور أساسي في دوائر في مجالات كثيرة مثل برمجة المنطق programmable logic ومعالجة الإشارات والشبكات العصبية والتحكم. مؤخراً تم تصميم دائرة إلكترونية بسيطة تتألف من مكثفات وملفات بالإضافة إلى ممرتورات لتحاكي تصرف إحدى أنواع المايكروبات Physarum polycephalum التي تغير من أدائها عندما تتغير البيئة المحاطة بها. عندما تعرضت الدائرة لنبضات دورية إلكترونية تتعلم الدائرة وتتوقع النبضة القادمة، مثل هذه الدوائر قد يوجد تطبيق في تمييز الأنماط.
و يمكن تكوين مصفوفة كبيرة من ممرستورات عن طريق تقاطعات من أسلاك البلاتين. كل تقاطع بين سلكتين من البلاتين به خلية ممرستور يعمل كمفتاح switch. لفتح أو غلف المفتاح يتم تغير إشارة الجهد.
و تتكون خلية الممرستور من مكعب عرضه 40 نانومتر من ثاني أكسيد التيتانيوم في طبقتين: طبقة سفلى من ثاني أكسيد التيتانيوم والنسبة بين ذرات التيتانيوم والأكسوجين 1:2 بالضبط تجعلها عازلة للتيار الكهربائي وبالتالي ترمز بـTiO2، وطبقة سفلى بها نقص من ذرات الأكسوجين وبالتالي النسبة ليست 1:2 وبالتالي ترمز بـ TiO2-x. النقص في ذرات الأكسجين يعتبر فجوة موجبة، وبالتالي تجعل الطبقة السفلى موصلة للكهرباء.
و عندما يتكون جهد على طبقتي المفتاح نجد تلك الفجوات الموجبة تتجه إلى الأعلى أو إلى الأسفل وبالتالي يزداد أو ينقص الطبقة السفلى الموصلة للكهرباء وبالتالي تزيد أو تقل المقاومة. وعندما يكون الجهد بصفر تظل الفجوات الموجبة كما هي وبالتالي يكون سمك الموصل كما هو وبالتالي يحتفظ المفتاح بمقاومته: إما مقاومة صغيرة يعتبر مفتاح مغلق وإما مقاومة منخفضة ويعتبر مفتاح مفتوح.
و يذكر أن ليُن تشو في مقالته عام 1971 ادعى وجود أيضاً مكثفات بذاكرة memcapacitor وملفات بذاكرة meminductor.

## اقرأ أيضا
- مقاومة
- معاوقة
- دائرة مقاومة وملف